# Historia de la paleontología

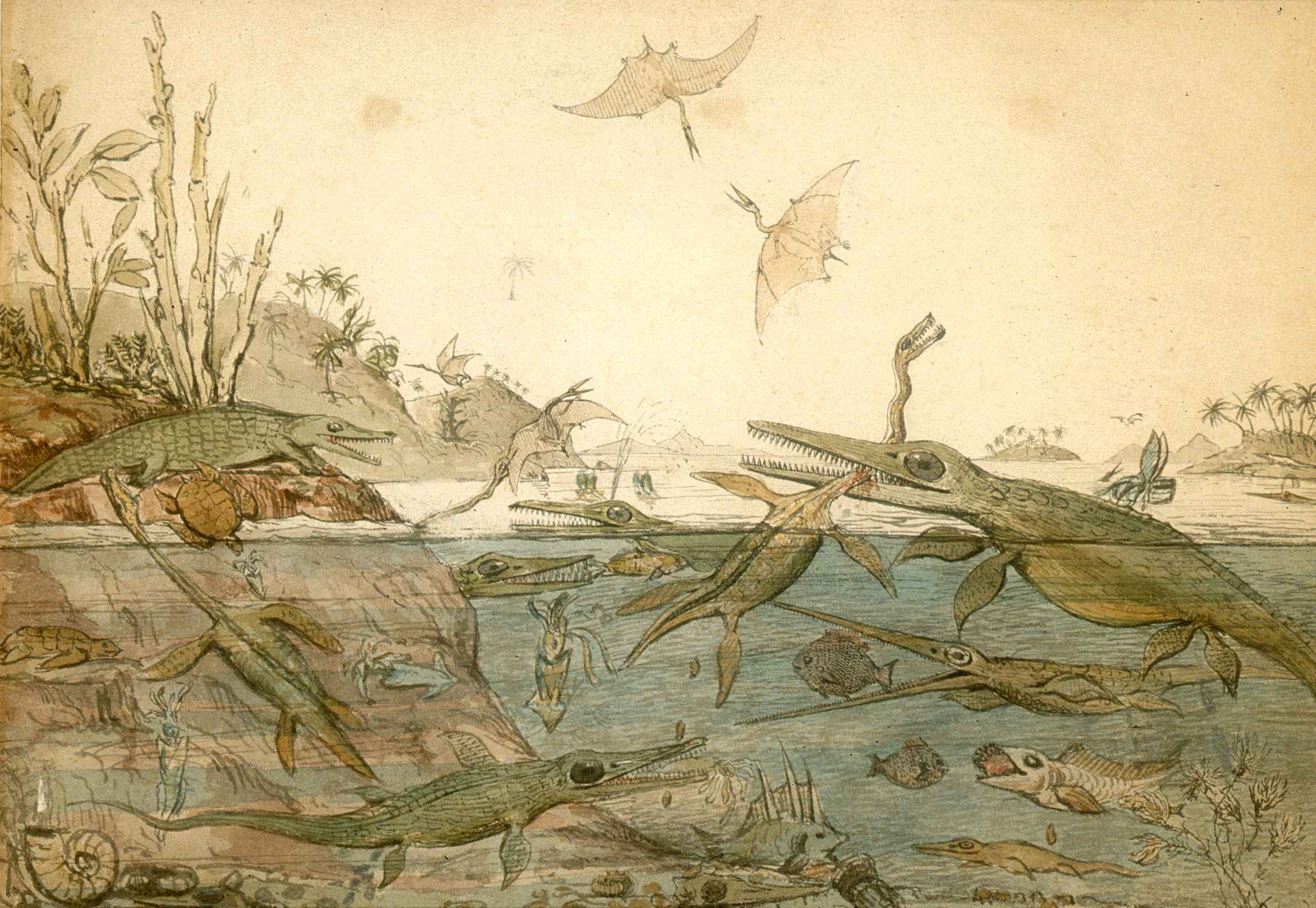
Duria Antiquior - Un Dorset más antiguo es una acuarela pintada por el geólogo Henry De la Beche en 1830, basándose en fósiles descubiertos por Mary Anning. A finales del siglo y a inicios del siglo ocurrieron cambios rápidos y dramáticos en el pensamiento acerca la historia de la vida en la Tierra.

La historia de la paleontología recorre la historia de los esfuerzos para entender la historia de la vida en la Tierra a través del estudio del registro fósil dejado por organismos vivos. Ya que tiene que ver con la comprensión de los organismos vivos del pasado, la paleontología puede ser considerada como un campo de la biología, pero su desarrollo histórico ha estado estrechamente ligado a la geología y el esfuerzo para entender la historia de la Tierra misma.
En la antigüedad, Jenófanes (570-480 a. C.), Heródoto (484-425 a. C.), Eratóstenes (276-194 a. C.), y Estrabón (64 a. C.-24 d. C.) escribieron acerca de los fósiles de organismos marinos que indicaban que su tierra había estado alguna vez bajo el agua. Durante la Edad Media, el naturalista persa Ibn Sina (conocido como Avicena en Europa) trató a los fósiles en su escrito El libro de la curación (1027), en el que propuso una teoría de los fluidos petrificantes que Alberto de Sajonia extendería en el siglo xiv. El naturalista chino Shen Kuo (1031-1095) propondría una teoría del cambio climático basado en evidencia de bambú petrificado.
En la Europa moderna, el estudio sistemático de los fósiles surgió como una parte integral de los cambios en la filosofía de la naturaleza que se produjeron durante la Edad de la Razón. La naturaleza de los fósiles y su relación con la vida en el pasado alcanzó mayor comprensión durante los siglos xvii y xviii; al final del siglo xviii la obra de Georges Cuvier decidió un largo debate acerca de la realidad de la extinción, lo que llevó al surgimiento de la paleontología asociada a la anatomía comparada como disciplina científica. El creciente conocimiento del registro fósil también jugó un papel creciente en el desarrollo de la geología, especialmente de la estratigrafía.
En 1822, el término «paleontología» fue acuñado por Henri Marie Ducrotay de Blainville (editor de la revista científica francesa Journal de physique) para referirse al estudio de los antiguos organismos vivos mediante fósiles, y durante la primera mitad del siglo xix las actividades geológicas y paleontológicas se volvieron más organizadas con el crecimiento de sociedades y museos geológicos y con el número creciente de profesionales geólogos y especialistas en fósiles. Este hecho contribuyó a un rápido aumento del conocimiento acerca de la historia de la vida en la Tierra, y a lograr un importante progreso hacia la definición de la escala temporal geológica basada en su mayoría en evidencia fósil. Dado que el conocimiento de la historia de la vida continuó mejorando, se hizo cada vez más evidente que existía algún tipo de orden sucesivo durante el desarrollo de la vida. Esta afirmación alentaría las teorías evolutivas tempranas sobre la transmutación de las especies.
Después de que Charles Darwin publicara El origen de las especies en 1859, gran parte del enfoque de la paleontología se dirigió hacia la comprensión de las vías evolutivas, incluyendo la evolución humana y las teorías evolucionistas.
Durante la segunda mitad del siglo xix ocurrió una tremenda expansión de la actividad paleontológica, especialmente en América del Norte. La tendencia continuó durante el siglo xx cuando diversas regiones de la Tierra que se abrieron para la recolección sistemática de fósiles, como lo demuestra una serie de descubrimientos importantes en China, cerca del final del siglo xx. Se han descubierto muchas formas transicionales, y actualmente se cuenta con abundante evidencia de cómo se relacionan todas las clases de vertebrados, gran parte de ella en forma de formas de transición. Durante las últimas dos décadas del siglo xx aumentó el interés en las extinciones masivas y el del papel que juegan en la evolución de la vida en la Tierra. También se renovó el interés en la explosión cámbrica, durante la cual surgieron los planos corporales de la mayoría de los filos animales. El descubrimiento de fósiles de la biota de Ediacara y el desarrollo de la paleobiología extendieron el conocimiento de la vida mucho antes del Cámbrico.

## Antes delsigloXVII

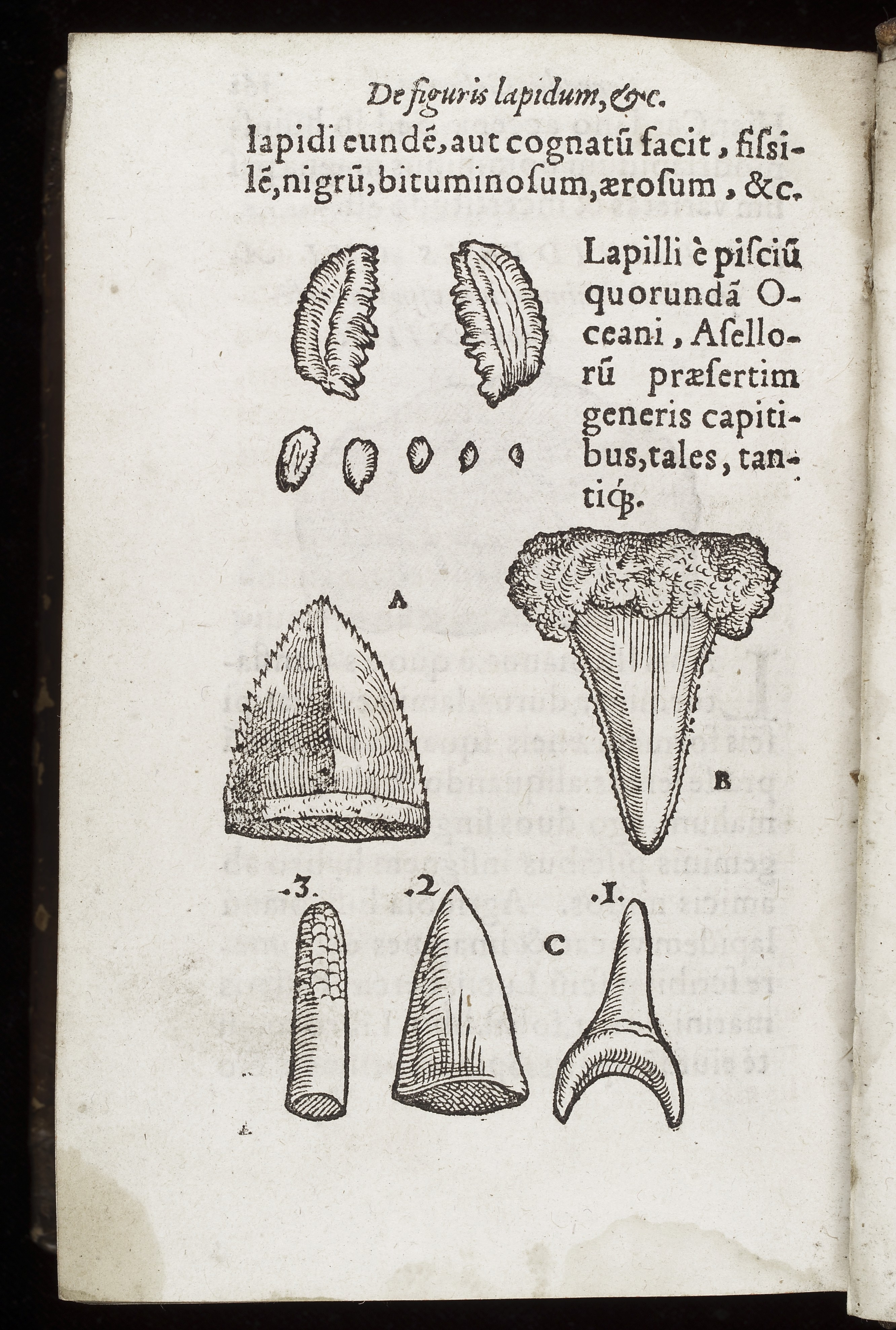
Dientes fósiles en De rerum fossilium de Gesner (1565-1566).

Las referencias al hallazgo de fósiles se remontan a la Grecia Clásica. Ya en el siglo VI a. C., el filósofo presocrático Jenófanes de Colofón (570-480 a. C.), refiere la presencia de conchas de moluscos en Malta y Siracusa y de fósiles vegetales en Paros. Reconoció que algunas conchas fósiles eran restos de moluscos, lo que utilizó como evidencia para argumentar que lo que en el momento era tierra firme alguna vez había estado bajo el mar. En aquella época existían dos tendencias a la hora de interpretar los fósiles. Una representada por la Escuela Pitagórica que expresaba con claridad la verdadera naturaleza biológica de algunos fósiles marinos y la otra seguida por la Escuela Platónica y algunos discípulos de Aristóteles, que los consideraban como «juegos de la naturaleza» o «intentos de la misma de imitar a los organismos».
Las ideas de Platón, matizadas por el aristotelismo, perduraron durante toda la Edad Media incluso hasta avanzado el siglo XVIII, si bien siempre hubo algunas referencias al origen orgánico de los fósiles, como hizo Leonardo da Vinci (1452-1519), en un cuaderno inédito, que llegó a la conclusión de que algunas conchas marinas fósiles eran restos de moluscos. Sin embargo, los fósiles eran restos completos de especies de moluscos que se parecían mucho a las especies vivas, y por lo tanto eran fáciles de clasificar.
En 1027, el naturalista persa Ibn Sina (conocido como Avicena en Europa), propuso una explicación de cómo se producía la pedregosidad de los fósiles en El libro de la curación. Modificó una idea de Aristóteles, que explicó este proceso en términos de exhalaciones vaporosas. Ibn Sina modificó esta idea en su teoría de los fluidos petrificantes (succus lapidificatus), la cual fue retomada y extendida por Alberto de Sajonia en el siglo xiv y era aceptada en alguna forma por la mayoría de los naturalistas del siglo xvi.
Shen Kuo (en chino, 沈括) (1031-1095) de la dinastía Song utilizó fósiles marinos encontrados en las montañas Taihang para inferir la existencia de procesos geológicos como la geomorfología y las fluctuaciones de la orilla del mar con el tiempo. Haciendo observaciones de bambúes petrificados preservados bajo tierra en Yan'an, región de Shanbei, provincia de Shaanxi, formuló una teoría del cambio climático gradual, ya que Shaanxi era parte de una zona de clima seco que no proporcionaba un hábitat adecuado para el crecimiento del bambú.
Como resultado del nuevo énfasis en la observación, clasificación y catalogación de la naturaleza, los filósofos naturales del siglo xvi en Europa comenzaron a establecer extensas colecciones de objetos fósiles (así como colecciones de especímenes de plantas y animales), que a menudo se almacenaban en gabinetes especialmente construidos para su apropiada organización. El científico danés Conrad Gesner publicó en 1565 uno de los primeros tratados ilustrados sobre objetos fósiles: De rerum fossilium, lapidum et gemmarum maxime, figuris et similitudinibus liber.   Este trabajo supuso un importante avance por el hecho de separar los fósiles de apariencia orgánica de gemas y minerales, así como por el empleo de ilustraciones, si bien sobre su origen seguía apoyando las ideas aristotélicas y neoplatónicas. También tenía una de las primeras descripciones detalladas de un gabinete y colección. La colección pertenecía a uno de los miembros de la extensa red de corresponsales que de la que Gesner obtenía información para sus trabajos. Este tipo de redes de correspondencia informales entre filósofos naturales y coleccionistas se volvió cada vez más importante en el transcurso del siglo xvi y fue precursor directo de las sociedades científicas que comenzarían a formarse en el siglo xvii. Estas colecciones en gabinete y redes de correspondencia jugaron un papel importante en el desarrollo de la filosofía natural. Los adelantos técnicos de la ilustración desempeñaron en la historia de la paleontología un papel similar al de las mejoras en los instrumentos de medida en las ciencias físicas.
Sin embargo, la mayoría de los europeos del siglo xvi no reconocieron que los fósiles eran los restos de organismos vivos. La etimología de la palabra fósil proviene del latín para desentarrar, desenterrado. En consecuencia, el término se aplica a una amplia variedad de objetos pétreos sin tener en cuenta si podrían tener un origen orgánico. Escritores del siglo xvi como Gesner y Georg Agricola estaban más interesados en la clasificación de este tipo de objetos por sus propiedades físicas y místicas que en la determinación de su origen. Además, la filosofía natural del período animó a que se formularan explicaciones alternativas para el origen de los fósiles. Tanto las escuelas aristotélicas y neoplatónicas proporcionaron apoyo a la idea de que los objetos pétreos pueden crecer dentro de la tierra para parecerse a los seres vivos. La filosofía neoplatónica sostuvo que podía haber afinidades entre los objetos vivos y no vivos que podrían causar que unos se parecieran otros. La escuela aristotélica sostuvo que las semillas de organismos vivos podrían introducirse bajo tierra y generar objetos parecidos a esos organismos.

## sigloXVII

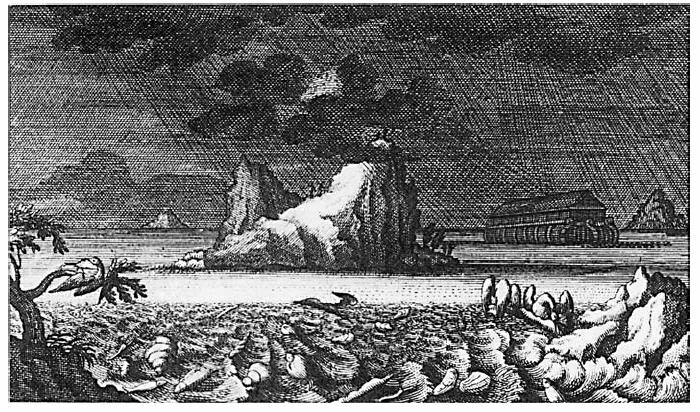
Johann Jakob Scheuchzer trató de explicar el origen de los fósiles recurriendo a las inundaciones bíblicas en su obra Herbarium of the Deluge (1709)

Durante la Edad de la Razón, los cambios fundamentales en la filosofía natural se reflejaron en el análisis de los fósiles, una importante revolución en el mundo de la paleontología y también los primeros estudios que se pueden considerar paleobiológicos. Colonna (1616), es uno de los primeros en situar los fósiles dentro de su contexto biológico. En 1665 Athanasius Kircher atribuyó el origen de los huesos gigantes a razas extintas de humanos gigantes en su Mundus subterraneus. En el mismo año, Robert Hooke publicó Micrographia  (1665), una colección ilustrada de sus observaciones al microscopio.  Asimismo reconoció la similitud entre los recién descubiertos Nautilus y los ammonites. Una de estas observaciones se titulaba «De madera petrificada, y otros organismos petrificados», que incluía una comparación entre la madera petrificada y la madera ordinaria. Concluyó que la madera petrificada era madera ordinaria que había sido empapada con «agua impregnada con piedras y partículas de tierra». Considera su origen orgánico y atribuye al efecto de los terremotos la situación geográfica anómala en la que aparecen los restos. Sugirió entonces que varios tipos de fósiles de conchas marinas se habían formado a partir de conchas ordinarias mediante un proceso similar. Argumentó en contra de la opinión generalizada de que tales objetos eran «piedras formadas por alguna extraordinaria virtud plástica latente en la Tierra misma». Hooke creía que los fósiles proporcionaban evidencia sobre la historia de la vida en la Tierra, como lo declaró en 1668:

(...) si el hallazgo de monedas, medallas, urnas, y otros monumentos de poblaciones o personas famosas, o sus utensilios se admiten como pruebas incuestionables de que tales personas o cosas tienen, o en otros tiempos tuvieron un ser; sin duda a estas petrificaciones se les permite tener la misma validez y prueba de que antes han sido dichos vegetales o animales... y son verdaderos personajes universales legibles para todos los hombres racionales.
Robert Hooke (1668)

Hooke estaba dispuesto a aceptar la posibilidad de que algunos de estos fósiles representaban especies que se habían extinguido, posiblemente en catástrofes geológicas pasadas.
En esa época uno de los principales argumentos a favor del origen biológico de los fósiles era la existencia del Diluvio Universal según Woodward (1665-1728), plasmados en uno de los primeros trabajos importantes sobre paleobotánica, Herbarium Diluvianum, de Scheulhzerus (1709), con esmeradas descripciones e ilustraciones de plantas fósiles que interpreta como vestigios del Diluvio. Con la obra de Lhwyd (1699), que describe algunas plantas fósiles procedentes del Carbonífero de Gran Bretaña, interpretándolas como originadas por el crecimiento de verdaderas semillas dentro de la roca, se produce una vuelta a las ideas aristotélicas aunque con nuevos matices.

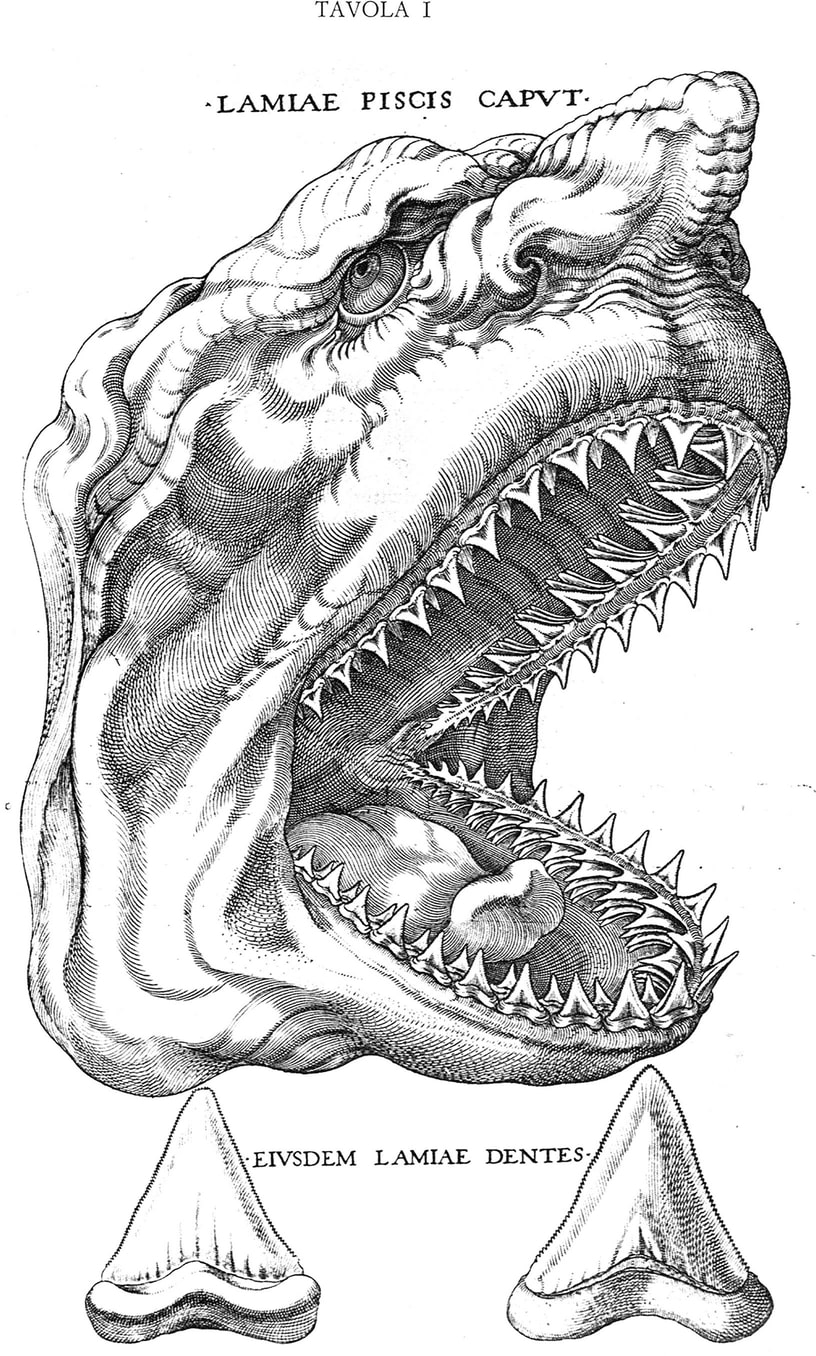
Esta ilustración del trabajo de Steno en 1667 muestra una cabeza de tiburón y un diente fósil para comparación.

Con los trabajos de Nicolaus Steno se comienzan a vislumbrar con cierta claridad la verdadera naturaleza de los fósiles; al igual que Colonna, se interesa por el problema del origen biológico de los fósiles, a través de la comparación de los dientes de tiburón con las glossopetrae (dientes fósiles de grandes tiburones), o bien analizando las líneas de crecimiento de las conchas fósiles. En 1667  Steno escribió un artículo acerca de una cabeza de tiburón que había diseccionado y comparó sus dientes con los objetos fósiles comúnmente conocidos como piedras de lengua. Llegó a la conclusión de que esos fósiles deberían haber sido dientes de un tiburón. Steno se interesó entonces en la cuestión de los fósiles, y para hacer frente a algunas de las objeciones sobre su origen orgánico comenzó a estudiar los estratos de suelo. El resultado de este trabajo fue publicado en 1669 como Un precursor de una disertación acerca de un sólido encerrado de forma natural dentro de otro sólido. En este libro, Steno estableció una distinción clara entre objetos como los cristales de roca que realmente se habían formado dentro de las rocas y las conchas fósiles o dientes de tiburón que se habían formado fuera de esas rocas. Steno se dio cuenta de que ciertos tipos de rocas se habían formado por la deposición sucesiva de capas horizontales de sedimento y que los fósiles eran los restos de organismos vivos que se habían enterrado en ese sedimento. Como la mayoría de los filósofos naturales del siglo xvii. Steno creía que la Tierra tenía solo unos pocos miles de años de antigüedad, por lo que recurrió a la inundación bíblica como una posible explicación para los fósiles de organismos marinos lejos del mar.
A pesar de la considerable influencia del Precursor, naturalistas como Martin Lister (1638-1712) y John Ray (1627-1705) siguieron cuestionando el origen orgánico de algunos fósiles. Ellos estaban especialmente preocupados por objetos como los ammonites fósiles, los cuales Hooke afirmaba eran de origen orgánico, sin embargo no se parecían a ninguna especie viva conocida. Esto planteaba la posibilidad de una extinción, que encontraron difícil de aceptar por razones filosóficas y teológicas . En 1695 Ray le escribió al naturalista galés Edward Lluyd quejándose de tales puntos de vista: 

(...) viene una serie de consecuencias tales, como las que parecen escandalizar la Escritura-Historia de la edad del Mundo; al menos derrocan la opinión vigente, y no sin razón, entre teólogos y filósofos, que desde la primera Creación no ha habido especies de animales o vegetales perdidas, ni han surgido nuevas.
John Ray (1695)

## sigloXVIII

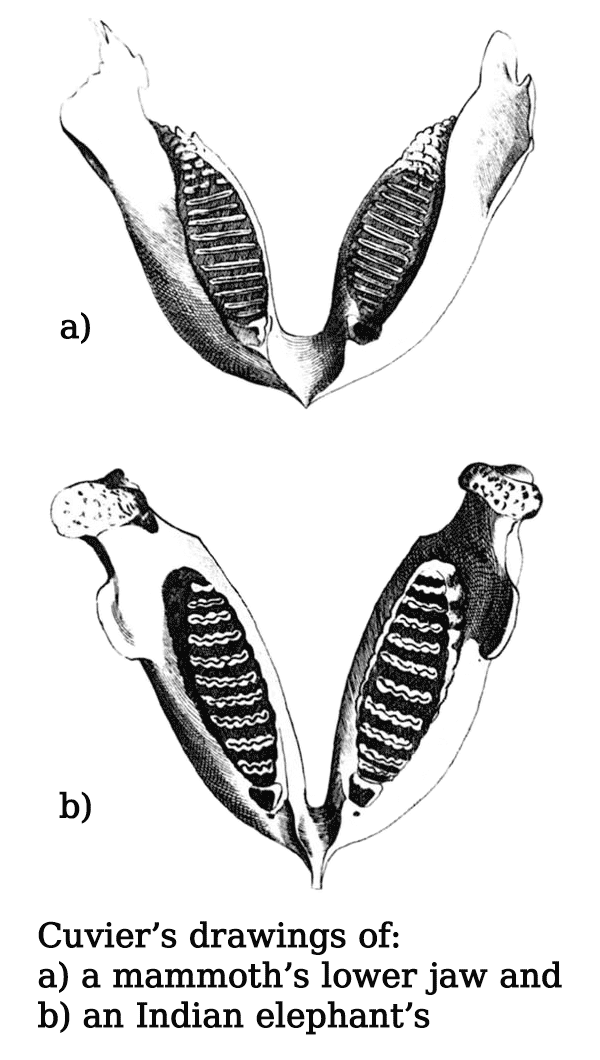
Se añadió una ilustración comparativa de mandíbulas en 1799 después de que se publicara la presentación de Cuvier en 1796 sobre los elefantes vivientes y fosilizados

José Torrubia (1698-1761) introdujo el método científico en la paleontología, publicando numerosos artículos relacionados. Georges Buffon (1707-1788) marcó el inicio de una nueva época con la publicación de su Histoire naturelle en 1749, poniendo en crítica las ideas diluvistas. Posteriormente y en el tomo Des Époques de la Nature (1778), reconoció  la separación entre la historia del hombre, de la vida y la existencia de especies extintas. Se refiere a los fósiles, en particular al descubrimiento de fósiles de especies tropicales como los elefantes y rinocerontes en el norte de Europa, como evidencia de la teoría de que la Tierra habría sido mucho más cálida de lo que actualmente era y que se habría ido enfriando gradualmente.
En 1796, Georges Cuvier (1769-1832) presentó Memoire sur les especes d'Elephants tant vivantes que fossiles, que supuso uno de los principales hitos en la paleontología, ya que se aportaban por primera vez pruebas irrefutables a favor de las extinciones. Reflexionó sobre los elefantes vivientes y los elefantes fósiles comparando los esqueletos de elefantes indios y africanos con los fósiles de mamuts y de un animal que más tarde sería denominado mastodonte utilizando anatomía comparada. Estableció por primera vez que los elefantes indios y los africanos eran especies diferentes, y que los mamuts se diferenciaban de ambos y por tanto debían estar extintos. Incluso llegó a la conclusión de que el mastodonte era otra especie extinta que también difería de los elefantes indios o africanos, aún más que los mamuts. Cuvier hizo otra poderosa demostración del poder de la anatomía comparada en la paleontología cuando presentó un segundo documento en 1796 acerca de un gran esqueleto fósil en Argentina, que nombró Megatherium y que identificó como un perezoso gigante comparando su cráneo al de las dos especies vivas de perezoso arborícola. El innovador trabajo de Cuvier en paleontología y anatomía comparada condujo a la aceptación generalizada de la extinción. También llevó Cuvier a abogar por la teoría geológica del catastrofismo para explicar la sucesión de organismos revelada por el registro fósil. También señaló que, dado que ni los mamuts ni los rinocerontes lanudos pertenecían a la misma especie que los elefantes y rinocerontes que actualmente habitan en los trópicos, sus fósiles no podían ser utilizados como evidencia de una tierra en enfriamiento gradual. Su contemporáneo Lamarck (1744-1829) fue el primero en desarrollar una teoría evolucionista; sin embargo ni sus argumentos ni el mismo proceso evolutivo fue admitido por sus coetáneos, y fue uno de sus principales oponente el propio Cuvier, defensor a ultranza de las teorías catastrofistas.

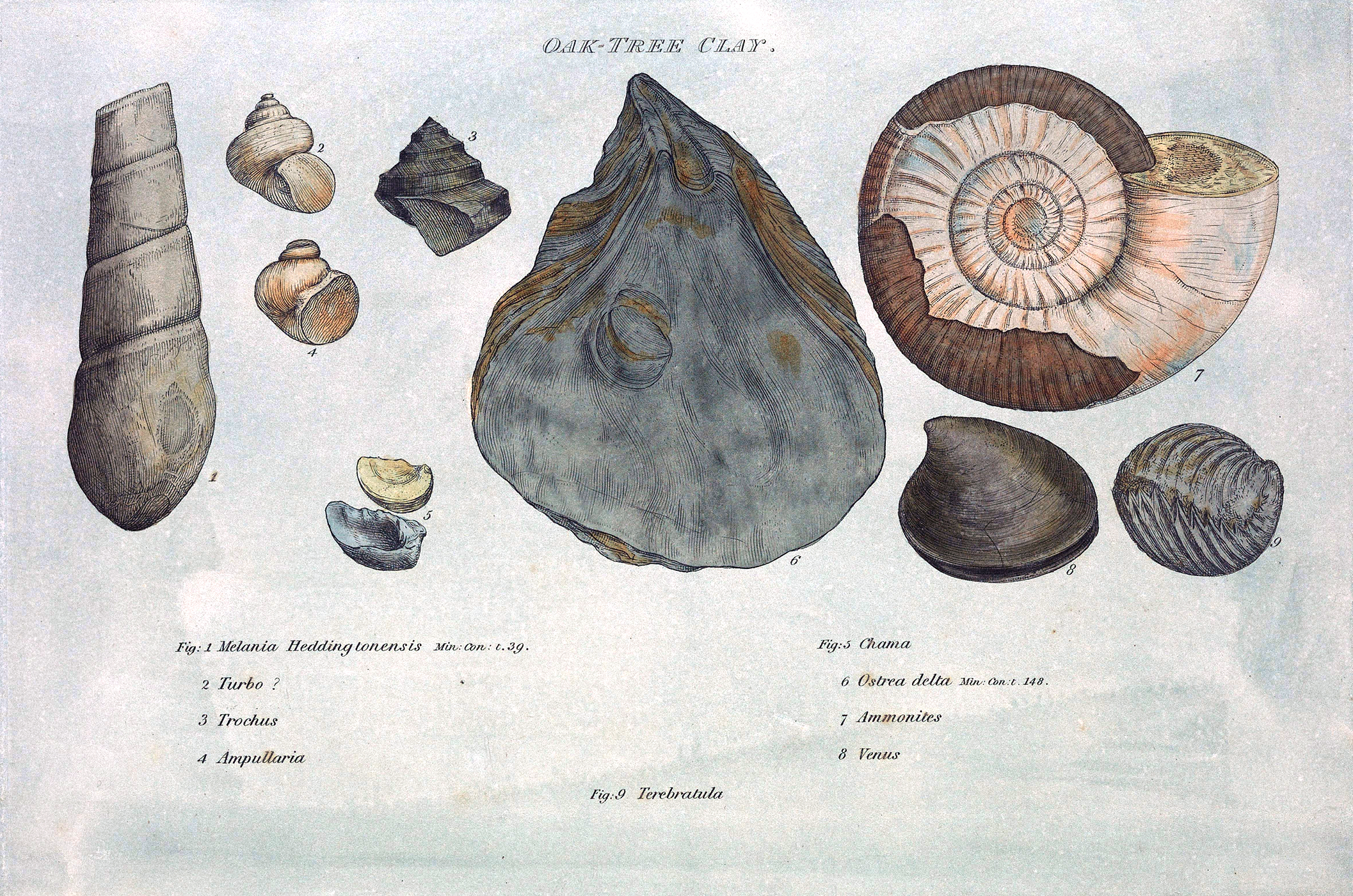
Esta ilustración pertenece a la obra de William Smith Identificación de estratos mediante fósiles organizados (1815).

En una aplicación inicial de la estratigrafía, William Smith, un topógrafo e ingeniero minero, usó fósiles para ayudar a correlacionar los estratos de suelo en diferentes ubicaciones. Smith creó el primer mapa geológico de Inglaterra a finales de los 1790's y principios del siglo xix. Estableció el principio de sucesión faunística, la idea de que cada estrato de roca sedimentaria contendría determinados tipos de fósiles, y que éstos se sucederían entre sí de una manera predecible, incluso en formaciones geológicas muy distantes. Al mismo tiempo, Cuvier y Alexandre Brongniart, instructor en la escuela de ingeniería minera de París, utilizaron métodos similares en un influyente estudio de la geología de la región circundante de París.

## De inicios a mediados delsigloXIX

### El estudio de los fósiles y el origen del término «paleontología»

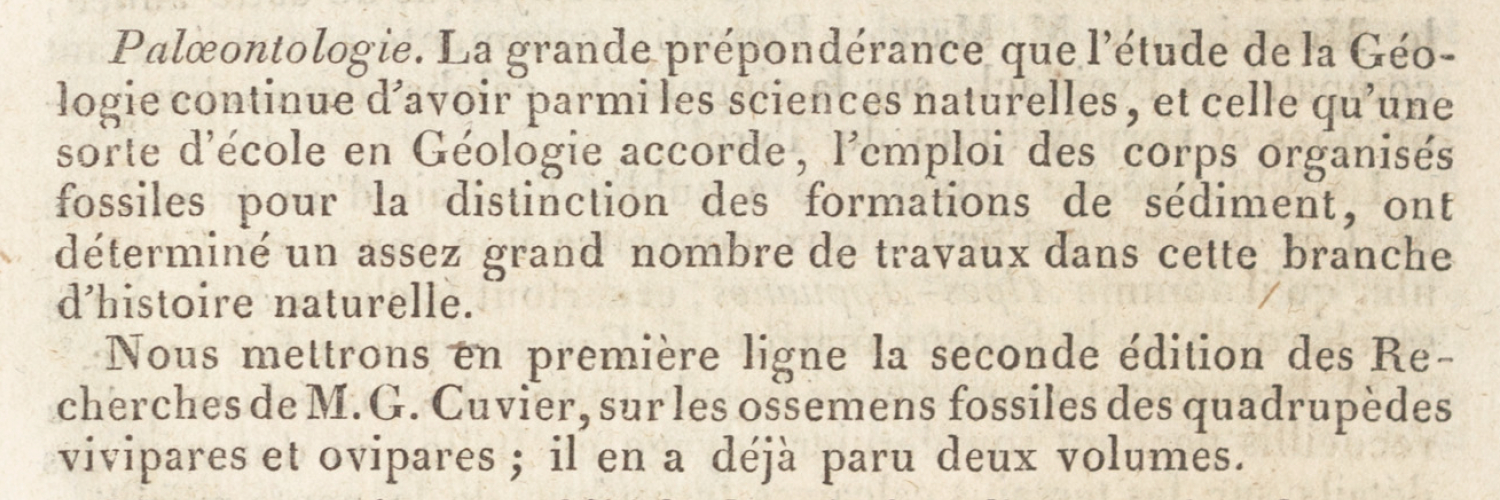
Primera mención del término palæontologie, tal y como fue publicado en enero de 1822 por Henri Marie Ducrotay de Blainville en su Journal de physique.

El sistema de bibliotecas del Instituto Smithsoniano (Smithsonian Libraries) considera que la primera obra en haber establecido las bases de la paleontología de vertebrados es el libro de Georges Cuvier Recherches sur les ossements fossiles de quadrupèdes (Investigaciones sobre los huesos fósiles de los cuadrúpedos), publicado en Francia en 1812. Refiriéndose a la segunda edición de esta obra (1821), el discípulo de Cuvier y editor de la revista científica Journal de physique, Henri Marie Ducrotay de Blainville, publicó en el número de enero de 1822 del Journal de physique un artículo titulado «Analyse des principaux travaux dans les sciences physiques, publiés dans l'année 1821» ('Análisis de los principales trabajos en las ciencias físicas publicados en 1821'). En dicho artículo Blainville revelaba por primera vez la palabra impresa palæontologie que más tarde daría la palabra en español «paleontología». Blainville ya había acuñado anteriormente el término paléozoologie en 1817 para referirse al trabajo que Cuvier y otros estaban llevando a cabo en la reconstitución de animales extintos a partir de huesos fósiles. Aun así, Blainville empezó a buscar un término que pudiese referirse al estudio de todos los restos fósiles, tanto los de origen animal como los de origen vegetal. Después de haberlo intentado con algunas alternativas fallidas, dio con el término palæontologie en 1822. Este término que Blainville concibió para el estudio de los organismos fósiles se popularizó hasta convertirse en los términos utilizados hoy en día en francés (paléontologie), en español («paleontología»), o en inglés (paleontology), entre muchas otras lenguas.
En 1828 el hijo de Alexandre Brongniart, el botánico Adolphe Brongniart, publicó la introducción a un trabajo más extenso sobre la historia de las plantas fósiles. Adolphe Brongniart concluyó que la historia de las plantas más o menos se podía dividir en cuatro partes. El primer período se caracterizaba por la presencia de criptógamas. El segundo período se caracterizaba por la aparición de las coníferas. El tercer período incluía el surgimiento de las cícadas, y el cuarto el desarrollo de las plantas con floración (tales como las dicotiledóneas). Las transiciones entre cada uno de estos períodos estaban marcadas por discontinuidades bruscas en el registro fósil, con cambios más graduales dentro de los períodos. El trabajo de Brongniart es la base de la paleobotánica y reforzó la teoría de que la vida en la tierra tenía una historia larga y compleja, y los diferentes grupos de plantas y animales aparecían en orden sucesivo. También apoyó la idea de que el clima terrestre había cambiado con el tiempo, dado que Brongniart concluyó que el registro fósil de plantas demostraba que el clima del norte de Europa debía haber sido tropical durante el Carbonífero. El término «paleobotánica» fue acuñado en 1884 y «palinología» en 1944.

### La era de los reptiles

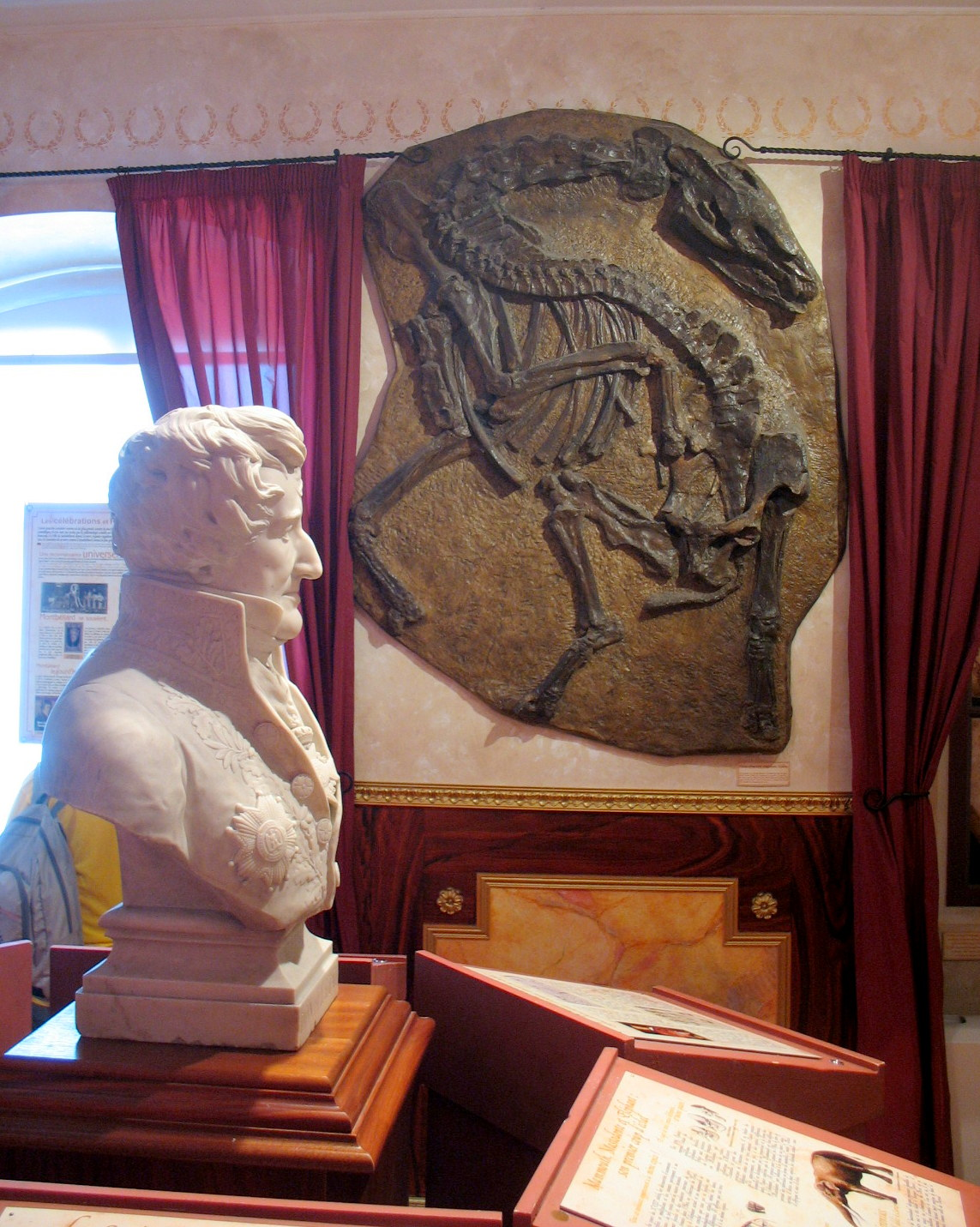
Busto de Cuvier y réplica del fósil de Palaeotherium que describió en 1804.

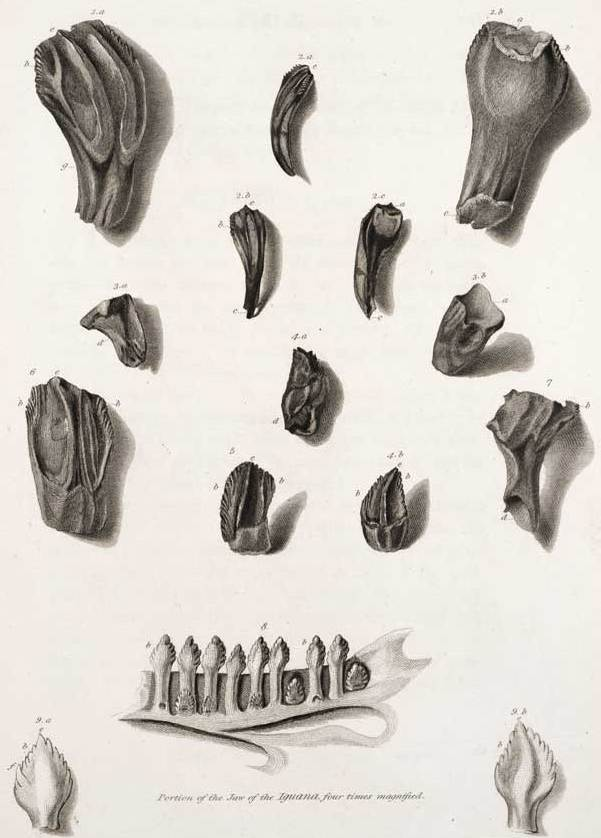
Esta ilustración comparativa de dientes fosilizados de Iguanodon con dientes de una iguana moderna pertenece al artículo de Mantell que describe al género Iguanodon (1825)

En 1808, Cuvier identificó un fósil encontrado en Maastricht como un reptil marino gigante que más tarde sería nombrado Mosasaurus. También identificó a partir de un dibujo otro fósil encontrado en Baviera como un reptil volador que denominó llamó Pterodactylus. Especuló, con base en los estratos en los que se encontraron estos fósiles, que los grandes reptiles habían vivido antes de lo que él llamaba "la era de los mamíferos". Las especulaciones de Cuvier serían confirmadas por una serie de hallazgos que se hicieron en Gran Bretaña en el transcurso de las siguientes dos décadas. Mary Anning, una coleccionista de fósiles profesional desde los once años, recolectó los fósiles de diversos reptiles marinos de los estratos marinos del Jurásico en Lyme Regis. Entre estos fósiles se incluía el primer esqueleto de ictiosaurio que fue reconocido como tal, recolectado en 1811, y los dos primeros esqueletos de plesiosaurio encontrados en 1821 y 1823. Muchos de sus descubrimientos serían descritos científicamente por los geólogos William Conybeare, Henry De la Beche, y William Buckland. Fue Anning quien observó que los objetos pétreos conocidos como «piedras bezoar» se encontraban a menudo en la región abdominal de los esqueletos de ictiosaurios, y señaló que si se rompían dichas piedras a menudo contenían huesos de peces y escamas fosilizados, incluso huesos de pequeños ictiosaurios. Esto la llevó a sugerirle a Buckland que estaban tratando con heces fosilizadas, que él nombró coprolitos, y que utilizó para entender mejor las cadenas tróficas antiguas.

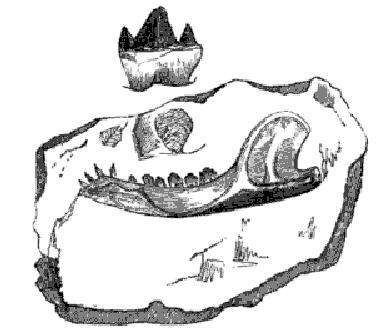
Esta ilustración de la mandíbula inferior de un mamífero en Stonesfield pertenece al libro de Gideon Martell Maravillas de la geología (1848)

En 1824, Buckland descubrió y describió una mandíbula inferior de los depósitos del Jurásico en Stonesfield. Determinó que el hueso pertenecía a reptil carnívoro terrestre al que llamó Megalosaurus. Ese mismo año Gideon Mantell se dio cuenta de que algunos dientes grandes que había encontrado en 1822 en rocas del Cretácico en Tilgate pertenecían a un reptil herbívoro terrestre gigante. Lo nombró Iguanodon, debido a que sus dientes se asemejaban a los de una iguana. Este hecho condujo a Mantell a publicar en 1831 un influyente artículo titulado "La era de los reptiles" en el que se resumía la evidencia de que existió un largo período de tiempo durante el cual la Tierra se estuvo llena de grandes reptiles. Dividió esta época basándose en los estratos de suelo en el que los distintos tipos de reptiles aparecieron por primera vez, es decir, en tres intervalos que se anticiparon a los períodos modernos del Triásico, Jurásico y Cretácico. En 1832, Mantell descubriría en Tilgate un esqueleto parcial de un reptil acorazado al que denominó Hylaeosaurus. En 1841 el anatomista Inglés Richard Owen crearía un nuevo orden de reptiles, al que nobró Dinosauria, para Megalosaurus, Iguanodon y Hylaeosaurus.
La evidencia de que grandes reptiles habían habitado la Tierra en el pasado causó revuelo y entusiasmo en la comunidad científica, e incluso entre algunos sectores del público general. Buckland describió la mandíbula de un pequeño mamífero primitivo, Phascolotherium, que se encontró en los mismos estratos que el Megalosaurus. Este descubrimiento, conocido como el mamífero de Stonesfield, fue una anomalía profundamente discutida. En un principio, Cuvier pensó que era un marsupial, pero Buckland se dio cuenta más tarde de que era un mamífero placentario primitivo. Debido a su pequeño tamaño y la naturaleza primitiva del espécimen, Buckland no consideraba que se invalidaba el patrón general de la era de los reptiles, sino que indicaba los animales más grandes y visibles habían sido reptiles en vez de mamíferos.

### Catastrofismo, uniformismo y el registro fósil
En su influyente documento de 1796 acerca de los elefantes vivos y fósiles, Cuvier se refirió a una única catástrofe que destruyó la vida que luego sería sustituida por las formas actuales. Como resultado de sus estudios en mamíferos extintos, se dio cuenta de que los animales tales como Palaeotherium habían vivido antes de la era de los mamuts, lo que le llevó a escribir en términos de múltiples catástrofes geológicas que habían acabado con una serie de faunas sucesivas. Alrededor de 1830, se formó un consenso científico como resultado de las investigaciones en paleobotánica y los descubrimientos de reptiles marinos y dinosaurios en Gran Bretaña. En Gran Bretaña, donde la teología natural fue muy influyente durante el siglo XIX, un grupo de geólogos que incluía a Buckland y Robert Jameson insistió en vincular explícitamente la más reciente de las catástrofes de Cuvier al diluvio bíblico. En Gran Bretaña, el catastrofismo tenía un matiz religioso ausente en otros países.
Como respuesta a lo que consideraba especulaciones irracionales y no científicas propuestas por William Buckland y otros profesionales de la geología del diluvio, Charles Lyell defendió la teoría geológica del uniformismo en su influyente obra Principios de geología. Lyell acumuló evidencias a partir de su propia investigación de campo y trabajos alternos de que la mayoría de las características geológicas actuales podían explicarse por la lenta acción de fuerzas naturales como el vulcanismo, los terremotos, la erosión y la sedimentación en lugar de eventos catastróficos pasados. Lyell también afirmó que la evidencia aparente de cambios catastróficos en el registro fósil, e incluso la aparición de la sucesión direccional en la historia de la vida, fueron ilusiones causadas por imperfecciones en el registro. Por ejemplo, argumentó que la ausencia de aves y mamíferos de los estratos fósiles más antiguos no era más que una imperfección en el registro fósil atribuible al hecho de que los organismos marinos eran más fácilmente fosilizables. Asimismo, Lyell consideró al mamífero de Stonesfield como prueba de que los mamíferos no habían sido precedidos necesariamente por los reptiles, también señaló el hecho de que ciertos estratos del Pleistoceno mostraban una mezcla de especies extintas y otras que todavía sobreviven, demostrando que las extinciones se produjeron poco a poco y no como resultado de eventos catastróficos globales. Lyell tuvo éxito en convencer a los geólogos de la idea de que las características geológicas de la tierra se debían en gran medida a la acción de las mismas fuerzas geológicas actuales actuando por un período prolongado de tiempo. Sin embargo, no tuvo éxito en obtener partidarios de su visión respecto al registro fósil, que a su juicio no apoyaba una teoría de sucesión direccional.

### Las transmutación de las especies y el registro fósil
Jean Baptiste Lamarck (1744-1829) utilizó fósiles para validar los argumentos a favor de su teoría de la transmutación de las especies a inicios del siglo xix. Los hallazgos fósiles y la creciente evidencia de que la vida había cambiado con el tiempo, alimentó las especulaciones sobre este tema durante las siguientes décadas. Robert Chambers utilizó evidencia fósil en su libro de ciencia popular Vestigios de la historia natural de la creación (1844), que abogaba por un origen evolutivo para el cosmos, así como para la vida en la tierra. Al igual que la teoría de Lamarck, sostuvo que la vida había pasado de lo simple a lo complejo. Estas ideas evolutivas tempranas fueron ampliamente discutidas en los círculos científicos, pero no fueron aceptados como consenso general. La mayoría de los críticos de las ideas transmutacionales utilizaban evidencia fósil para validar sus argumentos. En el mismo trabajo en el que acuñó el término dinosaurio, Richard Owen señaló que los dinosaurios eran al menos tan sofisticados y complejos como los reptiles modernos, lo que a su parecer contradecía a las teorías transmutacionales. Hugh Miller haría un argumento similar, señalando que los peces fosilizados descubiertos en la formación de Old Red Sandstone eran tan complejos como cualquier pez actual, y no representaban a las formas primitivas propuestas en Vestigios. Aunque estas teorías evolutivas tempranas no eran aceptadas como consenso científico, los debates sobre ellas ayudarían a abrir el camino para la aceptación de la teoría de Darwin sobre la evolución por selección natural algunos años más tarde.

### La escala de tiempo geológico y la historia de la vida

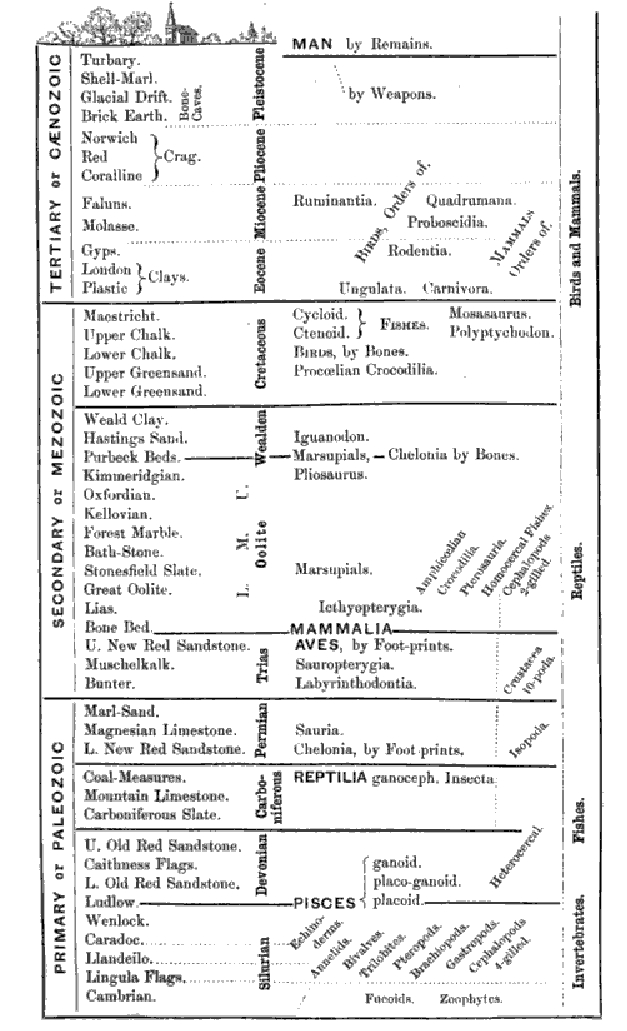
Este diagrama de una escala de tiempo geológico en un libro de Richard Owen de 1861 presenta la aparición de los filos animales más importantes

Geólogos como Adam Sedgwick y Roderick Murchison continuaron, durante el transcurso de los conflictos como la gran controversia del Devónico, haciendo avances en la estratigrafía. Describieron nuevas épocas geológicas, como el Cámbrico, el Silúrico, el Devónico, y el Pérmico. Cada vez más, tal progreso en la estratigrafía dependía de las opiniones de expertos con conocimientos especializados en determinados tipos de fósiles, expertos tales como William Lonsdale (corales fósiles) y John Lindley (plantas fósiles) que influyeron en la controversia del Devónico y su resolución. A principios de la década de 1840 se había desarrollado gran parte de la escala de tiempo geológico. En 1841, John Phillips dividió formalmente la columna geológica en tres grandes épocas, el Paleozoico, el Mesozoico y el Cenozoico, basándose en cortes bruscos en el registro fósil. Identificó los tres períodos de la era Mesozoica y todos los períodos de la era Paleozoica, excepto el Ordovícico. Su definición de la escala de tiempo geológico se sigue utilizando hoy en día. Se mantuvo como una escala de tiempo relativa en la que no había ningún método para asignar las fechas absolutas de cualquiera de los períodos. Se entendió que no solo había ocurrido una «era de los reptiles» que precedía a la «era de los mamíferos» actual, sino que también había habido un tiempo (durante el Cámbrico y Silúrico) cuando la vida se había limitado a los océanos, y un tiempo (antes del Devónico) cuando los invertebrados habían sido las formas de vida animal más grandes y complejas.

### Expansión y profesionalización de la geología y la paleontología
Este rápido progreso en la geología y la paleontología durante los años 1830 y 1840 se vio favorecido por una creciente red internacional de geólogos y especialistas en fósiles cuyo trabajo fue organizado y revisado por un creciente número de sociedades geológicas. Muchos de estos geólogos y paleontólogos eran ahora profesionales que trabajan para las universidades, museos y estudios geológicos del gobierno. El relativamente alto nivel de apoyo público a las ciencias de la tierra era debido a su impacto cultural y su valor económico para ayudar a explotar recursos minerales como el carbón.
Otro factor importante fue el desarrollo de museos con grandes colecciones de historia natural a finales del siglo xviii y finales del siglo xix. Estos museos recibieron muestras de coleccionistas de todo el mundo y fungieron como centros para el estudio de la anatomía comparada y morfología. Estas disciplinas jugaron un papel clave en el desarrollo de una forma más técnica de la historia natural. Uno de los primeros y más importantes ejemplos fue el Museo de Historia Natural de París, que estuvo en el centro de muchos de los avances en la historia natural durante las primeras décadas del siglo xix. Fue fundado en 1793 por un acto de la Asamblea Nacional de Francia, y tuvo como base una extensa colección de la realeza aunada a las colecciones privadas confiscadas a los aristócratas durante la Revolución francesa; su acervo se expandió con el material incautado en las conquistas militares francesas durante las Guerras napoleónicas. El museo de París fue la base profesional de Cuvier y su rival profesional Geoffroy Saint-Hilaire. Los anatomistas ingleses Robert Grant y Richard Owen estudiaron allí. Owen se convertiría en el principal morfólogo británico mientras trabajaba en el museo del Real Colegio de Cirujanos de Inglaterra.

## Finales delsigloXIX

### Evolución

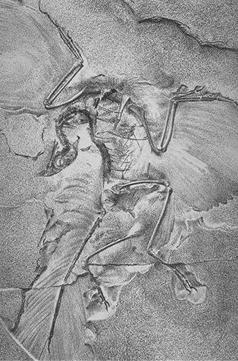
Esta fotografía del segundo esqueleto de Archaeopteryx descubierto fue tomada en 1881 en el Museo Humboldt de Berlín

La publicación de On the origin of species by means of natural selection de Charles Darwin en 1859 fue un acontecimiento decisivo en todas las ciencias de la vida, especialmente en la paleontología. Los fósiles desempeñaron un papel importante en el desarrollo de la teoría de Darwin. Durante el viaje del Beagle alrededor de América del Sur, Darwin quedó impresionado por los fósiles de armadillos gigantes, de perezosos gigantes, y lo que en el momento creía eran llamas gigantes que parecían estar emparentadas con las especies que aun vivían en el continente en tiempos modernos. El debate científico que comenzó inmediatamente después de la publicación del Origen llevó a un esfuerzo concertado para buscar fósiles de transición y otras evidencias de la evolución en el registro fósil. Hubo dos áreas de investigación en las que el éxito temprano atrajo considerable atención pública, la transición entre los reptiles y las aves, y la evolución del caballo unidáctilo moderno. En 1861 se descubrió el primer espécimen de Archaeopteryx, un animal con dientes y plumas y una mezcla de otras características de reptiles y aves, en una cantera de caliza en Baviera y fue descrito por Richard Owen. Otro espécimen se encontraría a finales de 1870 y se colococaría en exhibición en un museo en Berlín en 1881. Othniel Marsh descubrió otras especies de aves dentadas en Kansas en 1872. Marsh también descubrió fósiles de varios caballos primitivos al oeste de Estados Unidos que ayudaron a trazar la evolución del caballo desde el pequeño Hyracotherium de cinco dedos en el Eoceno hasta los mucho más grandes caballos modernos unidáctilos del género Equus. Thomas Huxley haría uso extensivo de los fósiles, tanto de caballos como de aves, en su defensa de la teoría de la evolución. La aceptación de la evolución ocurrió rápidamente en los círculos científicos, pero la aceptación tanto de la propuesta de mecanismo darwiniano de selección natural como de la fuerza impulsora detrás de él era mucho menos universal. En particular, algunos paleontólogos como Edward Drinker Cope y Henry Fairfield Osborn preferían alternativas como el neo-lamarckismo, la herencia de los caracteres adquiridos durante la vida, y la ortogénesis, una motivación innata a cambiar en una dirección particular, para explicar lo que ellos percibían como tendencias lineales en la evolución.

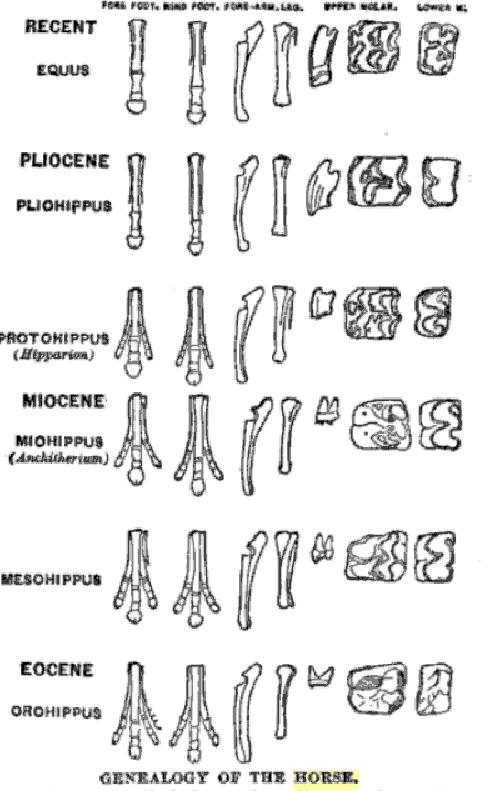
Este diagrama de O.C. Marsh sobre la evolución paulatina de las patas y dientes de los caballos fue reproducido en el libro de T.H. Huxley El profesor Huxley en América (1876)

También hubo un gran interés en la evolución humana. En 1856 se descubrieron fósiles de neandertales , pero en ese momento no estaba claro de que representaban una especie diferente a los humanos modernos. Eugene Dubois causó sensación con su descubrimiento en 1891 del hombre de Java, la primera evidencia fósil de una especie que parecía claramente transicional entre los humanos y los simios.

### Avances en América del Norte
Un acontecimiento importante en la segunda mitad del siglo xix fue una rápida expansión de la paleontología en América del Norte. En 1858, Joseph Leidy describió un esqueleto de Hadrosaurus, el primer dinosaurio de América del Norte descrito a partir de buenos restos. Sin embargo, fue la expansión hacia el oeste de ferrocarriles, bases militares, y asentamientos en Kansas y otras partes al oeste de Estados Unidos después de la Guerra de Secesión lo que realmente impulsó la recolección de fósiles. El resultado de esta expansión fue un aumento de la comprensión de la historia natural de América del Norte, incluyendo el descubrimiento del mar interior occidental que había cubierto Kansas y gran parte del resto del medio oeste de Estados Unidos durante gran parte del Cretácico, el descubrimiento de importantes fósiles de aves y de caballos primitivos, y el descubrimiento de una serie de nuevos géneros de dinosaurios incluyendo Allosaurus, Stegosaurus y Triceratops. Gran parte de esta actividad fue fruto de una feroz rivalidad personal y profesional entre dos hombres, Othniel Marsh y Edward Cope, que se conoció como la guerra de los Huesos.

## Panorama de los acontecimientos en elsigloXX
Tras la publicación de El origen de las especies se produjo una verdadera revolución y el inicio de una nueva y floreciente época para las ciencias biológicas, a la vez que el divorcio entre la paleontología y las restantes ciencias de la vida. A pesar de que Darwin se había apoyado en los fósiles en muchas de sus conclusiones, fueron los paleontólogos y los geólogos los que más tardaron en admitir su teoría. Al final del siglo XIX y principio del XX, con el inicio y desarrollo de la genética se produjo la mayor desarmonía; mientras la paleontología se centraba en los estudios estratigráficos integrándose en las ciencias geológicas, la biología ignoraba la paleontología considerándola una ciencia puramente descriptiva.

### Avances en la geología
Dos avances de la geología en el siglo xx tuvieron un gran impacto en la paleontología. El primero fue el desarrollo de la datación radiométrica, lo que permitió asignar fechas absolutas a la escala temporal geológica. El segundo fue la teoría de la tectónica de placas, lo que ayudó a dar sentido a la distribución geográfica de los organismos del pasado. 

### Extensión geográfica de la paleontología
Durante el siglo xx la exploración paleontológica se intensificó en todas partes y dejó de ser una actividad casi exclusiva en Europa y América del Norte. En los 145 años transcurridos desde el primer descubrimiento de Buckland y 1969 se reconoció un total de 170 géneros de dinosaurios. En los 25 años posteriores a 1969 ese número aumentó a 315. Gran parte de este aumento se debió al examen de nuevas formaciones rocosas, en particular de áreas previamente inexploradas en América del Sur y África. Durante las últimas décadas del siglo xx, la apertura de China a la exploración sistemática de fósiles rindió numerosas evidencias materiales acerca de los dinosaurios y el origen de aves y mamíferos.

### Extinciones masivas
El siglo xx vio una importante renovación de interés en eventos de extinción masiva y su efecto en el transcurso de la historia de la vida. Este interés se disparó después de 1980, cuando Luis y Walter Álvarez propusieron la Hipótesis Álvarez afirmando que un impacto astronómico había causado la extinción masiva del Cretácico Terciario que acabó con los dinosaurios no avianos junto con muchos otros seres vivos. También a principios de la década de 1980, Jack Sepkoski y David M. Raup publicaron artículos con análisis estadísticos del registro fósil de invertebrados marinos que revelaba un patrón (posiblemente cíclico) de extinciones masivas repetidas con importantes implicaciones para la historia evolutiva de la vida.

### Caminos y teorías evolucionistas

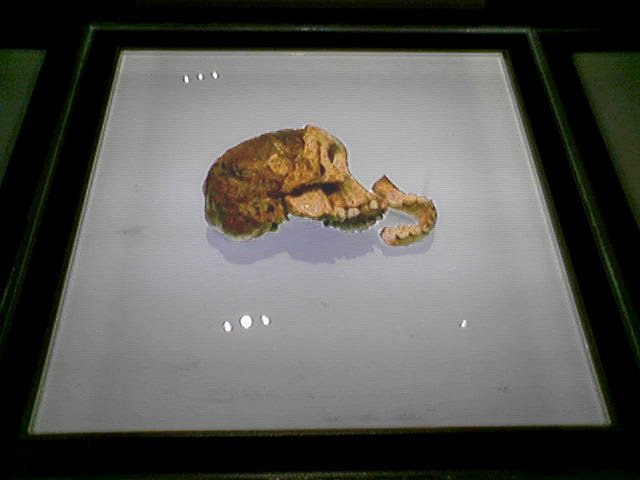
La imagen muestra los fósiles del niño de Taung, descubierto en Sudáfrica en 1924

A lo largo del siglo xx, el hallazgo de nuevos fósiles contribuyó a la comprensión de los caminos tomados por la evolución. Ejemplos de estos hallazgos incluyen importantes transiciones taxonómicas como las descubiertas en Groenlandia a partir de la década de 1930 (con más hallazgos importantes en la década de 1980) de fósiles que ilustran la evolución de los tetrápodos a partir de peces, y los fósiles recolectados en China durante la década de 1990 que arrojaron luz sobre la relación dinosaurios-aves. Otros eventos que atrajeron considerable atención incluyen el descubrimiento de una serie de fósiles en Pakistán que esclarecieron la evolución de las ballenas, y el más famoso de todos; una serie de hallazgos a lo largo del siglo xx en África (comenzando con el niño de Taung en 1924) y en otros lugares han ayudado a iluminar el camino de la evolución humana. Cada vez más, a finales del siglo xx, los resultados de la paleontología y la biología molecular se reunieron para revelar y crear detallados árboles filogenéticos.
Los resultados de la paleontología también han contribuido al desarrollo de la teoría evolutiva. En 1944, George Gaylord Simpson publicó Tempo and mode in evolution, donde utilizaba análisis cuantitativos para demostrar que el registro fósil era coherente con los patrones de ramificación no direccional predichos por los defensores de la evolución impulsada por selección natural y deriva genética; en lugar de las tendencias lineales predichas por los seguidores del neo-lamarckismo y la ortogénesis. Este hecho integró a la paleontología a la síntesis evolutiva moderna. En 1972, Niles Eldredge y Stephen Jay Gould utilizaron evidencia fósil para defender la teoría del equilibrio puntuado, que sostiene que la evolución se caracteriza por largos períodos de relativa estasis y períodos mucho más cortos de cambios relativamente rápidos.

### Explosión cámbrica

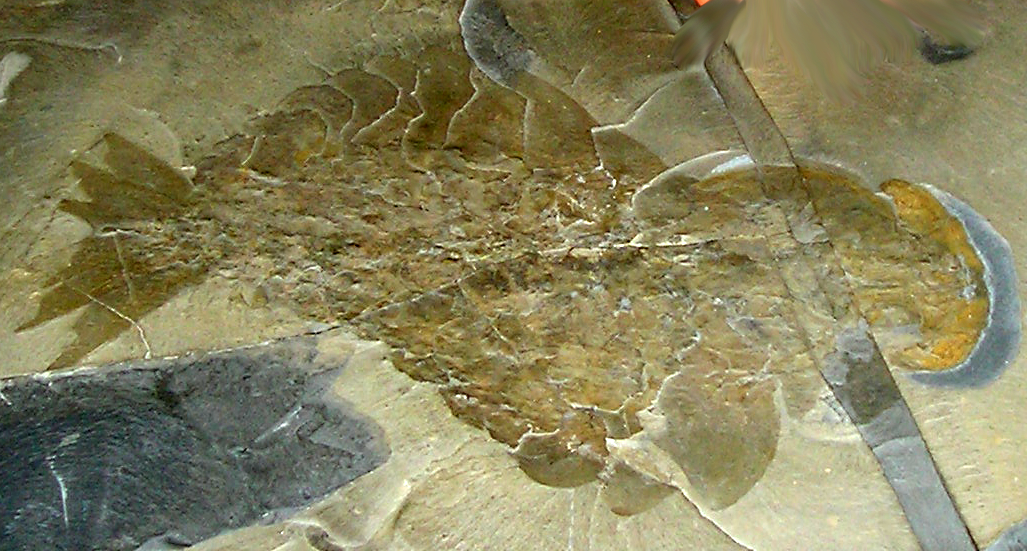
La fotografía muestra un fósil completo de Anomalocaris del esquisto de Burgess

Un área de la paleontología que ha presenciado mucha actividad desde la década de 1980 es el estudio de la explosión cámbrica, durante el cual aparecieron muchos de los diferentes filos animales con sus distintivos planos corporales. El esquisto de Burgess, conocido yacimiento de fósiles del Cámbrico fue descubierto en 1909 por Charles Doolittle Walcott, y otro sitio importante en la Chengjiang, China se encontró en 1912. Sin embargo, un nuevo análisis en la década de 1980 por Harry B. Whittington, Derek Briggs, Simon Conway Morris y otros provocó un renovado interés y una explosión de actividad que incluyó el descubrimiento de un nuevo yacimiento de fósiles, Sirius Passet (Groenlandia), y la publicación del popular y polémico libro La vida maravillosa por Stephen Jay Gould en 1989.

### Fósiles precámbricos

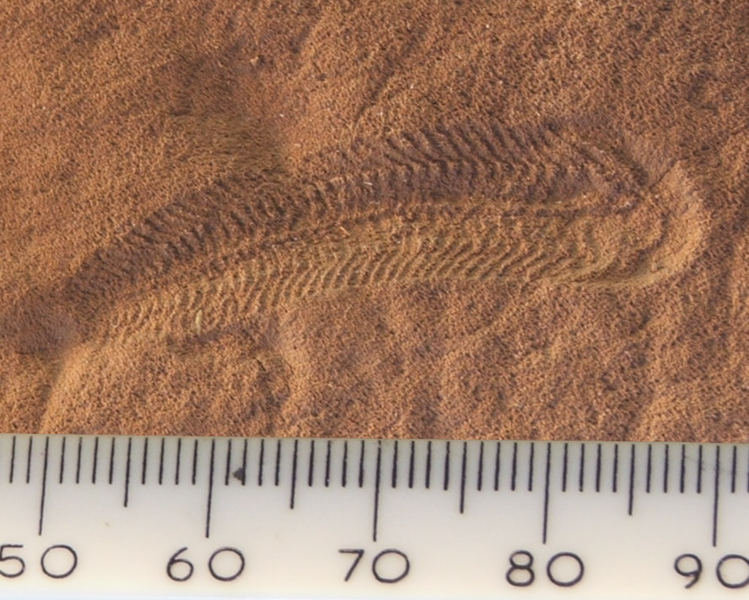
La imagen muestra un fósil de Spriggina del periodo Ediacárico.

Antes de 1950 no había ninguna evidencia fósil ampliamente aceptada de vida antes del período Cámbrico. Cuando Charles Darwin escribió El origen de las especies, reconoció que la falta de cualquier evidencia fósil de vida anterior a los relativamente complejos animales del Cámbrico era un argumento potencial contra la teoría de la evolución, pero expresó la esperanza que tales fósiles se encontraran en el futuro. En la década de 1860 hubo afirmaciones del descubrimiento de fósiles precámbricos, posteriormente se demostraría que esto fósiles no eran de origen orgánico. En el siglo xix Charles Doolittle Walcott descubrió estromatolitos y otra evidencia fósil de vida durante el Precámbrico, pero en ese momento también se disputó el origen orgánico de los fósiles. Esto comenzaría a cambiar en la década de 1950 con el descubrimiento de más estromatolitos junto con microfósiles de las bacterias que los construyeron, aunado la publicación de una serie de artículos del científico soviético Boris Vasilievich Timofeev en los que anunciaba el descubrimiento de esporas fósiles microscópicas en los sedimentos precámbricos. Un avance clave ocurriría cuando Martin Glaessner mostrara que los fósiles de animales blandos descubiertos por Reginald Sprigg en las colinas de Ediacara en Australia eran de hecho precámbricos y no del Cámbrico temprano como Sprigg originalmente creía, haciendo a la biota del período Ediacárico los animales más antiguos conocidos. A finales del siglo xx, la paleobiología estableció que la historia de la vida se remontaba al menos 3,5 millones de años.

## Actualidad

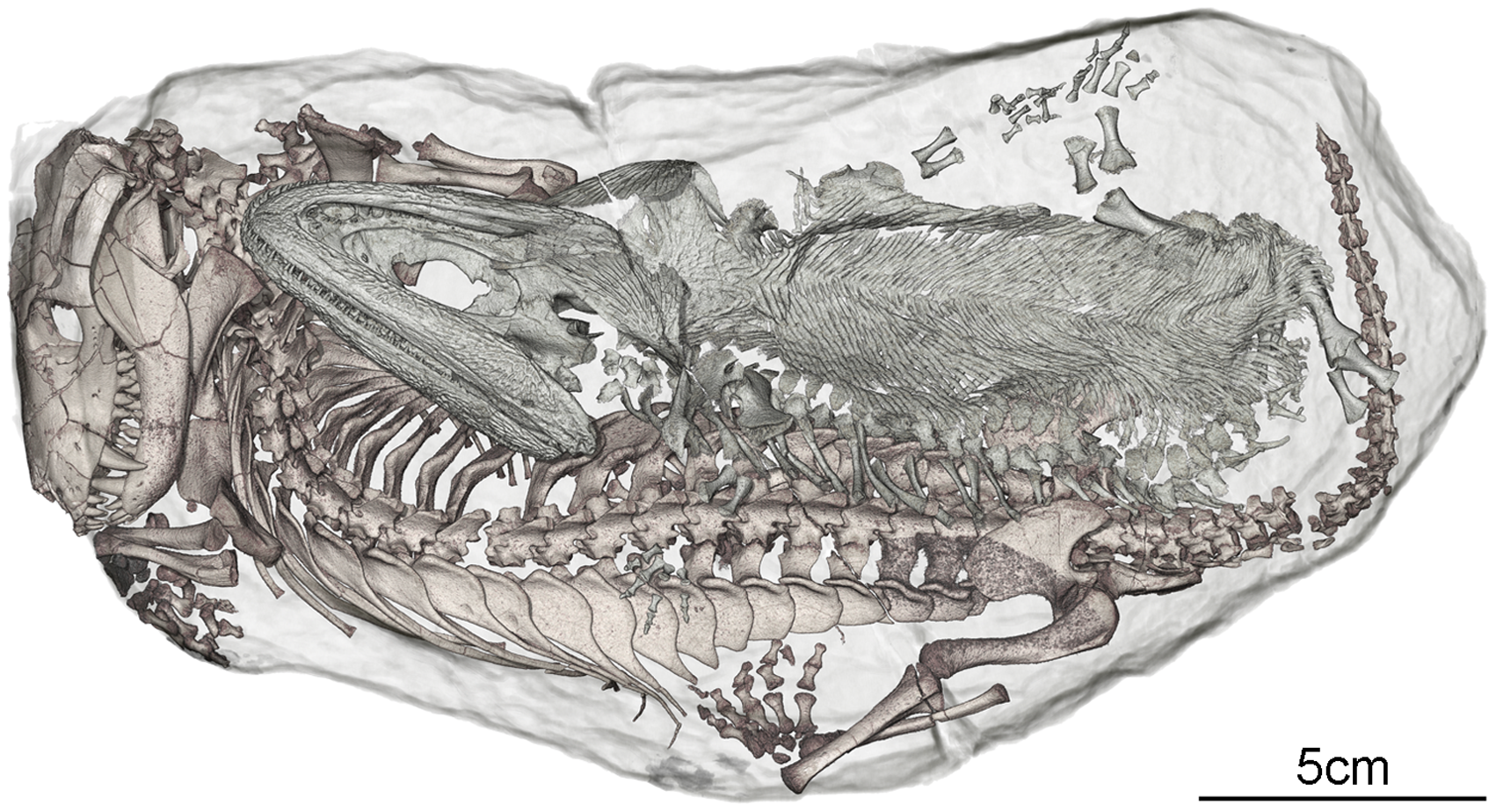
Nuevas tecnologías: imagen obtenida mediante tomografía axial computarizada del contenido fósil del relleno sedimentario litificado de una madriguera del Triásico.

Actualmente la paleontología se nutre de nuevas técnicas (microscopía electrónica, rayos X, espectrometría, informática) aportando nuevos e interesantes datos en diversos aspectos paleobiológicos (paleoecología, tafonomía, paleohistología, paleobioquímica...) Los estudios de protistas, polen y esporas fósiles, ampliamente desarrollados a partir de la segunda mitad del siglo XX, han supuesto un importantísimo complemento a los estudios paleontológicos clásicos, con aportaciones en el campo del origen de la vida, evolución, tafonomía y paleontología aplicada entre otros. En este momento los estudios de paleobioquímica están experimentando un notable auge, abriendo un nuevo campo de investigación con grandes posibilidades en diversos aspectos paleobiológicos (aminoácidos, lignina, clorofilas, celulosa, esporopolenina...).